# Slowenische Eishockeynationalmannschaft
Die slowenische Eishockeynationalmannschaft wird nach der Weltmeisterschaft 2023 in der IIHF-Weltrangliste auf Platz 17 geführt. Obwohl nur 0,05 % der Bevölkerung Sloweniens Eishockey spielen, blickt die nationale Auswahl auf eine recht erfolgreiche Weltmeisterschaftskarriere zurück und pendelt seit 2007 regelmäßig zwischen der Top-Division und der zweithöchsten Spielklasse im internationalen Eishockey, der Division I. 2013 konnte man sich beim im dänischen Vojens ausgetragenen Qualifikationsturnier für das olympische Eishockeyturnier 2014 in Sotschi qualifizieren, wo ein überraschender siebter Rang erreicht wurde.

## Geschichte

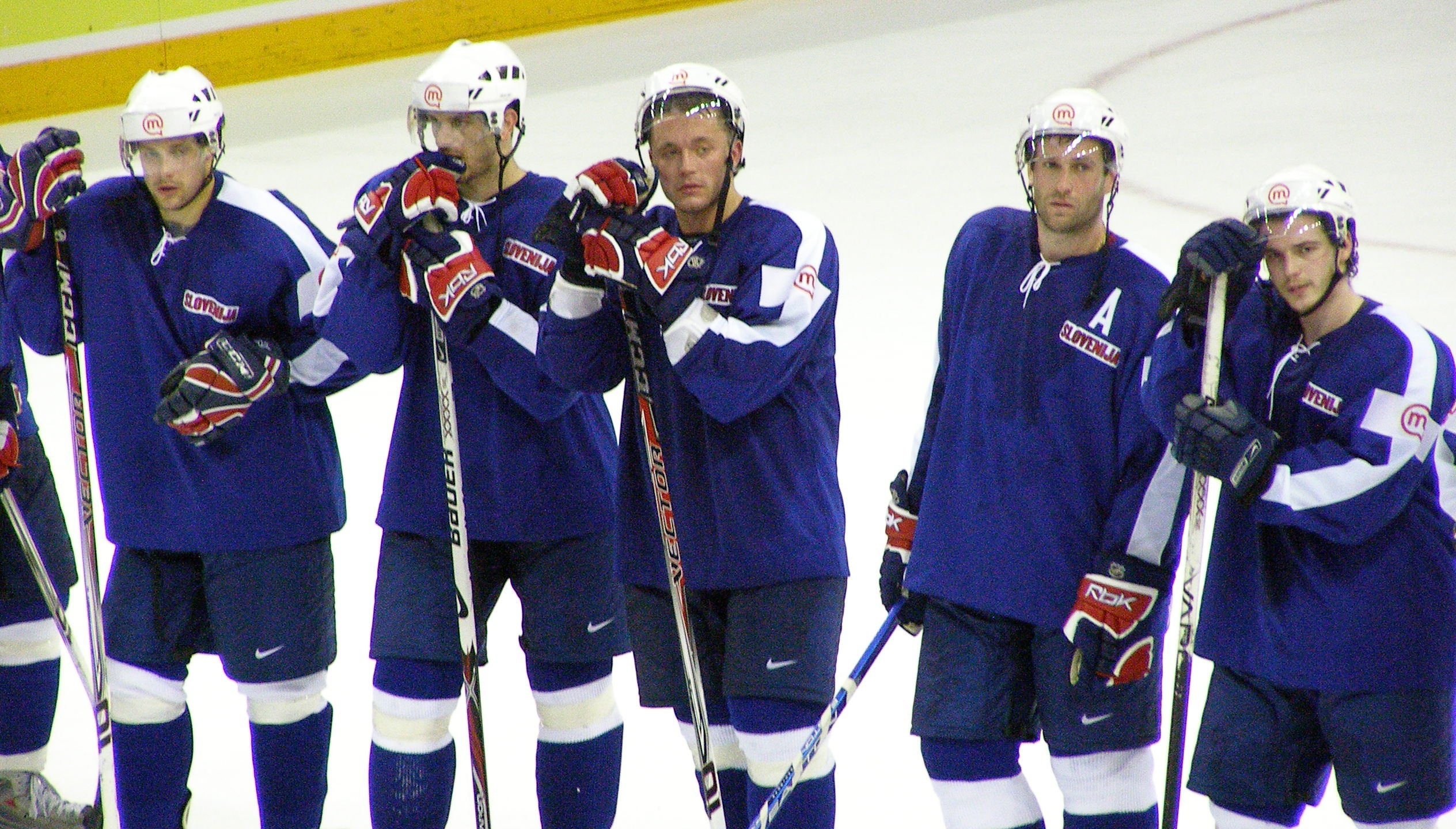
Die Slowenische Nationalmannschaft bei der Eishockey-Weltmeisterschaft 2008

Das aus der ehemaligen jugoslawischen Auswahl hervorgegangene Team nimmt seit 1993 an Eishockeyweltmeisterschaften teil, stieg dabei jedoch bis zum Jahr 2001, nachdem das slowenische Team eine der beiden Gruppen der Division I gewinnen konnte, in die Top-Division auf. Nach fünf Jahren in der Eishockey-Weltspitze musste das Team nach einem misslungenen WM-Turnier 2006, das die Mannschaft mit dem letzten Platz in der Abstiegsrunde beendete, allerdings den Gang in die Division I antreten. Beim Turnier im eigenen Land 2007 gelang der Wiederaufstieg, so dass Slowenien auch bei der Eishockey-WM 2008 in Kanada vertreten war. Dort stiegen die Slowenen wieder ab.

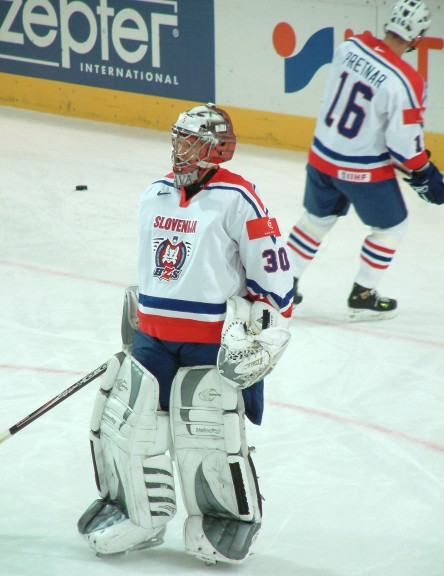
Gaber Glavič und Boris Pretnar bei der Weltmeisterschaft 2005

Der Versuch der erneuten Rückkehr in die oberste Division misslang 2009, da die Mannschaft in der Gruppe A der Division I durch ein 1:2 im letzten Spiel gegen Kasachstan Platz zwei hinter den Asiaten belegte. Ein Jahr später gelang der Mannschaft die Rückkehr in die Eliteklasse, als diese bei den Wettkämpfen der Division I im eigenen Land Platz eins belegte. Die slowenische Auswahl hat sich seitdem zu einer Fahrstuhlmannschaft entwickelt. Denn bei den Wettkämpfen 2011 folgte der direkte Wiederabstieg in die Division I. 2012 konnte man erneut den Aufstieg in die WM der besten 16 Mannschaften der Welt realisieren, dem 2013 – trotz starker Leistungen (u. a. ein 3:4 nach Verlängerung gegen Kanada) – wieder die Relegation in die zweite Leistungsklasse folgte.
Im Februar 2014 nahm die Mannschaft zum ersten Mal an den Olympischen Winterspielen teil und erreichte das Viertelfinale und damit die beste Platzierung bei einem internationalen Wettbewerb bisher.

## Olympische Ergebnisse
- 1994 – Nicht teilgenommen
- 1998 – Nicht qualifiziert
- 2002 – Nicht qualifiziert
- 2006 – Nicht qualifiziert
- 2010 – Nicht qualifiziert
- 2014 – 7. Platz
- 2018 – 9. Platz

## Platzierungen bei den Weltmeisterschaften
- 1993 – 24. Platz (4. C-WM)
- 1994 – 25. Platz (5. C-WM)
- 1995 – 27. Platz (7. C-WM)
- 1996 – 23. Platz (3. C-WM)
- 1997 – 22. Platz (2. C-WM)
- 1998 – 18. Platz (2. B-WM)
- 1999 – 21. Platz (5. B-WM)
- 2000 – 23. Platz (7. B-WM)
- 2001 – 17. Platz (1. Division I, Gr. B)
- 2002 – 13. Platz
- 2003 – 15. Platz
- 2004 – 17. Platz (1. Division I, Gr. B)
- 2005 – 13. Platz
- 2006 – 16. Platz
- 2007 – 17. Platz (1. Division I, Gr. B)
- 2008 – 15. Platz
- 2009 – 19. Platz (2. Division I, Gr. A)
- 2010 – 18. Platz (1. Division I, Gr. B)
- 2011 – 16. Platz
- 2012 – 17. Platz (1. Division IA)
- 2013 – 16. Platz
- 2014 – 17. Platz (1. Division IA)
- 2015 – 16. Platz
- 2016 – 17. Platz (1. Division IA)
- 2017 – 15. Platz
- 2018 – 21. Platz (5. Division IA)
- 2019 – 20. Platz (4. Division IA)
- 2020–2021 – keine Austragung
- 2022 – 17. Platz (1. Division IA)
- 2023 – 16. Platz
- 2024 – 18. Platz (2. Division IA)
- 2025 – 13. Platz

## Nationaltrainer seit 1992
- Edo Terglav (seit 2023)
- Matjaž Kopitar (2019–2023)
- Ivo Jan (2018–2019)
- Kari Savolainen (2017–2018)
- Nik Zupančič (2015–2017)
- Matjaž Kopitar (2011–2015)
- John Harrington (2009–2010)
- Mats Waltin (2008)
- Ted Sator (2007)
- František Výborný (2006)
- Kari Savolainen (2004–2005)
- Matjaž Sekelj (2001–2003)
- Rudi Hiti (2000)
- Pavle Kavčič (1997–1999)
- Wladimir Krikunow (1995–1996)
- Rudi Hiti (1992–1994)